# Контрада Мачере (Изернија)
Контрада Мачере је насеље у Италији у округу Изернија, региону Молизе.
Према процени из 2011. у насељу је живело 28 становника. Насеље се налази на надморској висини од 902 м.